# Jonathan (film, 2018)
Pour les articles homonymes, voir Jonathan.
Pour plus de détails, voir Fiche technique et Distribution.
Jonathan (ou Duplicate) est un film américain réalisé par Bill Oliver, sorti en 2018.

## Synopsis
Jonathan quitte le bureau à midi et va se coucher. En se levant, une vidéo lui annonce ce qui est prévu pour la seconde partie de la journée.

## Fiche technique
- Titre original et français : Jonathan
- Réalisation : Bill Oliver
- Scénario : Gregory Davis, Peter Nickowitz et Bill Oliver
- Photographie : Zach Kuperstein
- Montage : Tomas Vengris
- Musique : Brooke Blair et Will Blair
- Production : Randy Manis et Ricky Tollman
- Société de production : Manis Film et Raised by Wolves
- Société de distribution : Well Go USA Entertainment (États-Unis)
- Pays d'origine :  États-Unis
- Langue originale : anglais
- Genre : Drame et science-fiction
- Durée : 100 minutes
- Dates de sortie : 
  - États-Unis : 16 novembre 2018
  - France : 17 septembre 2020 (en VOD)

## Distribution
- Ansel Elgort : Jonathan / John
- Suki Waterhouse : Elena
- Patricia Clarkson : Dr. Mina Nariman
- Matt Bomer (VF : Christophe Hespel) : Ross Craine
- Douglas Hodge : Hans
- Souleymane Sy Savane : Sembene
- Shunori Ramanathan : Allison
- Joe Egender : Myles
- Ian Unterman : Josh
- Alok Tewari : Leslie Nariman

## Accueil
Le film a reçu un accueil favorable de la critique. Il obtient un score moyen de 62 % sur Metacritic.